# Hypoestes angusta
Hypoestes angusta är en akantusväxtart som beskrevs av Raymond Benoist. Hypoestes angusta ingår i släktet Hypoestes och familjen akantusväxter. Inga underarter finns listade i Catalogue of Life.